# Barevný model
Barevný model je matematický model popisující barvy na základě podílu jednotlivých složek, kterými mohou být vybrané základní barvy nebo jiné parametry. Množina barev definovaná daným barevným modelem se nazývá barevný prostor. Nejznámější barevný model je RGB používaný například v digitální fotografii a CMYK používaný pro barevný tisk.
Fyzikálně je barva vlastnost světla a je dána podílem jednotlivých vlnových délek daného světla v rámci barevného spektra. Barevné modely popis barvy zjednodušují a přizpůsobují lidskému vnímání barev a technickým a dalším potřebám. Definice barev je relativní a záleží na určení neutrální barvy (neutrální šedá, viz vyvážení bílé).
Kromě modelů RGB a CMYK založených na míchání barev existují i jiné modely pracující jasem a dalšími parametry, např. HSV nebo Lab.

## Míchání barev

Aditivní míchání

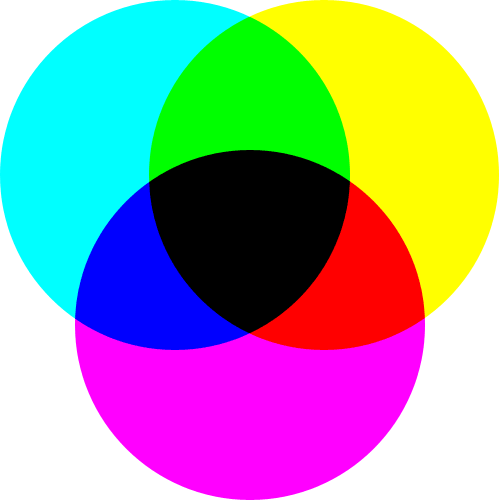
Subtraktivní míchání třech základních barev.

### Aditivní míchání barev
Jednotlivé složky barev se sčítají a výsledek je světlo větší intenzity. Aditivní skládání barev pracuje se třemi základními barvami: červenou, zelenou a modrou. Podobá se skládání barevného světla – odpovídá vzájemnému prolínání tří světelných kuželů, které mají filtr odpovídající základní barvě. Tento způsob používají například monitory a displeje (např. monitor nebo projektor – RGB). Ve zkratce využívají světelné zdroje.

### Subtraktivní míchání barev
S každou přidanou barvou se ubírá část původního světla – světlo prochází jednotlivými barevnými vrstvami a je stále více pohlcováno. Výslednou barvu pak tvoří zbylé vlnové délky. Odpovídá míchání pigmentových barev. Základní barvy jsou azurová, purpurová a žlutá; smícháním všech těchto barev vznikne černá. Subtraktivní způsob míchání barev používají například tiskárny (např. různé druhy tiskových technik, viz tiskárna – CMYK). Ve zkratce využívají odraz světla.

## Přehled barevných modelů

### RGB
RGB (Red, Green, Blue) je aditivní barevný model založený na faktu, že lidské oko je citlivé na tři barvy – červenou, zelenou a modrou. Ostatní barvy jsou dány sytostí těchto barev.
Model lze vyjádřit pomocí krychle, ve které jednotlivé osy (x,y,z) odpovídají modrému, červenému a zelenému světlu. Kombinací těchto barev lze získat téměř všechny barvy barevného spektra.
Variantou RGB je RGBA (Red, Green, Blue, Alpha), kde je navíc přidán alfa kanál, který nese informaci o průhlednosti.
sRGB je standardní barevný prostor odpovídající možnostem zobrazení většiny monitorů. Jsou v něm definovány základní RGB barvy, hodnota gamma a teplota bílé barvy.
Další variantou je Adobe RGB, který v roce 1998 vyvinula firma Adobe. Má o něco větší gamut než sRGB, o to hlavně v oblasti zeleno-azurové barvy.

### CMY a CMYK
CMYK je barevný model založený na subtraktivním míchání barev. Používá se hlavně u reprodukčních zařízení, která barvy tvoří mícháním pigmentů. Model CMY obsahuje tři základní barvy – azurovou (Cyan), purpurovou (Magenta) a žlutou (Yellow). Jejich složením by měla vzniknout černá, ale při použití běžných tiskových barev není takto vzniklá černá příliš kvalitní. Proto se používá model CMYK, kde je navíc čtvrtá barva – černá (Key black). Jejím přidáním se navíc snižují náklady na tisk (černý pigment je levnější než barevný).
Všechny barvy vyjádřené v RGB nelze zobrazit v CMYK a naopak. Důvodem jsou rozdílné barevné trojúhelníky (gamuty). Nastává tedy problém s tiskem fotografií, hlavně se ztrátou brilance barev – barvy na monitoru budou vypadat jinak, než barvy na papíře.

### HSV a HSB
HSV (Hue, Saturation, Value), někdy také HSB (Hue, Saturation, Balance) je barevný model odpovídající lidskému intuitivnímu popisu barev. Má tři základní parametry: tón (odstín), sytost (saturace) a jas.
Pro zobrazení modelu HSV se používá šestiboký jehlan umístěný do souřadnicového systému. Vrchol jehlanu se nachází v počátku a osa jehlanu je shodná se svislou osou, která znázorňuje změny jasu. Sytost je umístěna na vodorovné ose a mění se v intervalu {\displaystyle \langle 0;1\rangle }. Barevný tón je definován jako velikost úhlu od vodorovné osy (sytosti). Z této reprezentace plyne několik nedostatků – přechod mezi černou a bílou a změna barevného tónu nejsou plynulé.
Tento model se nepoužívá pro ukládání fotografií, ale má dobré uplatnění při jejich editaci. Podle HSV se zadávají barvy, ovládá se saturace a přebarvuje obraz.

### HSL
Model HSL (Hue, Saturation, Lightness) je velmi podobný HSV. Zavedla jej firma Tektronix a podařilo se jí odstranit některé nedostatky HSV. Sytost leží na vodorovné ose, světlost na svislé ose a barevný tón představuje úhlová hodnota. Tvar modelu odpovídá skutečnosti – schopnost rozlišování barevných odstínů skutečně klesá se ztmavováním a zesvětlováním základní čisté barvy, zvyšování a snižování světlosti barvy skutečně spočívá v přidávání světlého nebo tmavého pigmentu.

### YUV
Model YUV se používá v televizním vysílání v normě PAL i HDTV. Y označuje jasovou složku a UV chrominanci – barevnou složku. Vznikl, když bylo potřeba vytvořit způsob přenosu barevného signálu, který by byl kompatibilní s černobílým vysíláním. K stávající jasové složce byla přidána složka barevná. Výhodou YUV je oddělení jasové složky, kterou člověk přesněji vnímá. Pak je možné vyhradit pro chromatickou složku menší šířku přenosového pásma.

## Převod mezi barevnými prostory
Protože tiskárny míchají barvy jiným způsobem, než to dělá obrazovka počítače, bývá vytištěný výsledek barevně odlišný. Různé barevné prostory jsou totiž různě široké (např. RGB má více barev než CMYK), a proto dochází při převodu k nahrazení nejbližšími barvami druhého barevného prostoru. V případě převodu z RGB na CMYK je tak převod ztrátový, protože dochází k nutné redukci barev.
Pro sjednocení se používají tzv. barevné profily či ICC (International Color Consortium), které slouží k převodu mezi jednotlivými barevnými prostory a tím zajišťují shodu při reprodukci barev. Barevné profily přitom mohou existovat na několika úrovních:
- profil monitoru – popisuje způsob, jakým barvy reprodukuje monitor,
- profil vstupního zařízení – popisuje, jaké barvy zachytí např. skener či fotoaparát,
- profil výstupního zařízení – popisuje barvy např. v tiskárnách,
- profil dokumentu – definuje barevný prostor dokumentu.